# Ільмар Рауд
Ільмар Рауд (ест. Ilmar Raud; 30 квітня 1913, Вільянді — 13 липня 1941, Буенос-Айрес) — естонський шахіст.
Переможець чемпіонату Естонії (1938/1939). У складі збірної Естонії учасник 3-х Олімпіад (1935—1939).
Єдиний з усієї естонської збірної, який залишився після Олімпіади 1939 року в Південній Америці.